# Transport et Logistique Partenaires
La société de portefeuille Transport et Logistique Partenaires SA (TLP) est une filiale directe de SNCF Participations. 
TLP nait en 2007 par le regroupement de 39 filiales de SNCF Participations dans Fret International, filiale à 100 % de SNCF Participations, qui alors prend le nom Transport et Logistique Partenaires,. Fret International avait été immatriculé le 4 novembre 1996. Selon le site societes.com, TLP tient 14 filiales directes et 41 filiales directes et indirectes. 
Le regroupement des filiales actives dans les transports et la logistique permet une mainmise directe et centralisée sur ces filiales par la direction du groupe SNCF Logistics sans passer d'abord par SNCF Participations. Le Président du Conseil d'Administration de TLP est Pierre Blayau, le directeur général de la branche Logistique et Transport SNCF Logistique et PDG de Geodis.

## Filiales et participations de TLP
(selon le rapport de gestion de SNCF pour 2007):
- Groupe Sealogis
- Groupe VFLI
- FORWARDIS
- Financière ERMEWA
- Groupe ERMEWA
- Groupe STVA
- Naviland Cargo
- Novatrans
- Rouch intermodal
- Froidcombi
- Sefergie
- Districhrono
- Ceretif
- Edifret
- Stesimaf
- CWS
- Cie Modalhor Express Holding
- France Wagons
- CTC - Compagnie de Transport de Céréales (Groupe ERMEWA)
- SGW (en 2016 Groupe ERMEWA)
- SEGI (Groupe ERMEWA)
- SARI (Groupe ERMEWA)
- Transinformatique
- STSI

## Transport Ferroviaire Holding
Une des filiales actuelles de TLP est Transport Ferroviaire Holding SAS (société par actions simplifiée) qui, comme société de portefeuille regroupe les intérêts de TLP dans les entreprises de fret ferroviaire pour sa société mère, TLP. Les deux sociétés siègent à Cap West – 7/9, allées de l’Europe – 92615 Clichy La Garenne (cette adresse pourrait être la source du nom Captrain). 
TLP a, le 1er décembre 2009, repris les activités des sociétés Veolia Cargo hors de France, plaçant les intérêts de la maintenant nommée VC Holding SAS dans la société Transport Ferroviaire Holding SAS.
Les anciennes filiales de Veolia Cargo en Allemagne, Belgique, Pays-Bas et Italie, sont désormais filiales de TLP via TFH via VC Holding SAS et signent depuis mars 2010 le nom de Captrain. 
Autres filiales groupées par Transport Ferroviaire Holding SAS (TFH) sont 
- VFLI, l'opérateur de fret ferroviaire du groupe SNCF en France, à côté de Fret SNCF.

- Cargo Docks SpA de Modena en Italie, dirigé par Captrain Italia.